# Čapaevka
La Čapaevka (in russo  Чапаевка?) è un fiume della Russia europea, tributario di sinistra del Volga. Scorre nelle oblast' di Samara e di Orenburg.

## Descrizione
La sorgente del fiume si trova sugli speroni degli Obščij Syrt, al confine tra le regioni di Samara e Orenburg. Dalla sorgente scorre a nord-ovest fino a Čapaevsk dove gira a nord-est nella pianura alluvionale del Volga, l'ultimo tratto del basso corso è rivolto a ovest. Il fiume è per lo più alimentato dalla neve ed è poco profondo. Un flusso costante si osserva solo nella parte inferiore. Il canale nella parte centrale e superiore a volte si prosciuga formando una catena di laghi. La larghezza nel corso inferiore arriva fino a 50 m, la profondità fino a 11 m. La sua lunghezza è di 298 km, il bacino idrografico di 4 310 km². Confluisce attraverso il canale Suchaja Samarka, sulla riva sinistra del Volga, nel bacino di Saratov (a 1 362 km dalla foce del Volga).